# SPAD S.XI
SPAD S.XI byl francouzský průzkumný, pozorovací a lehký bombardovací dvouplošník vyráběný firmou Société Pour L'Aviation et ses Dérivés v době první světové války.

## Historie
Šéfkonstruktér firmy SPAD Ing. Louis Béchereau vyvinul dvoumístný dvouplošník na základě úspěšného SPADu S.VII v roce 1916. Do služby vstoupil nový typ v srpnu 1917, ale už v červenci 1918 byl stažen od frontových jednotek. Důvodem byly problémy s nízkým výkonem motoru a špatná ovladatelnost. Vylepšeným nástupcem „jedenáctky“ se stal typ SPAD S.XVI s motorem Lorraine-Dietrich 8Bb .

## Varianty
SPAD XI A.2
Dvoumístný průzkumný letoun. Základní produkční varianta.
SPAD XI C.2
Označení pro typ v roli dvoumístného stíhacího letounu. K této úloze byl stroj původně konstruován, ale nakonec v ní nebyl nasazen.
SPAD XI Cn.2
Prototyp dvoumístného nočního stíhacího letounu se světlometem namontovaným před vrtulí na rámové konstrukci nesené ližinami spojenými s podvozkovými nohami. Postaven jeden kus.
SPAD XI CE
Nejméně jeden prototyp s motorem Hispano-Suiza 8Fb o výkonu 310 hp vybaveným kompresorem Rateau.

## Uživatelé
- Belgie
  - Belgické letectvo
- Francie
  - Aéronautique militaire
- Japonsko
  - Japonské císařské armádní letectvo (nejméně 1 kus)[1]
- Ruská sovětská federativní socialistická republika
  - Dělnicko-rolnické vzdušné síly (1 kus)[1]
- Spojené státy americké
  - Armádní letecká služba Spojených států/American Expeditionary Forces
- Uruguay
  - Uruguayské letectvo[1]

## Specifikace

### Hlavní technické údaje
Údaje dle

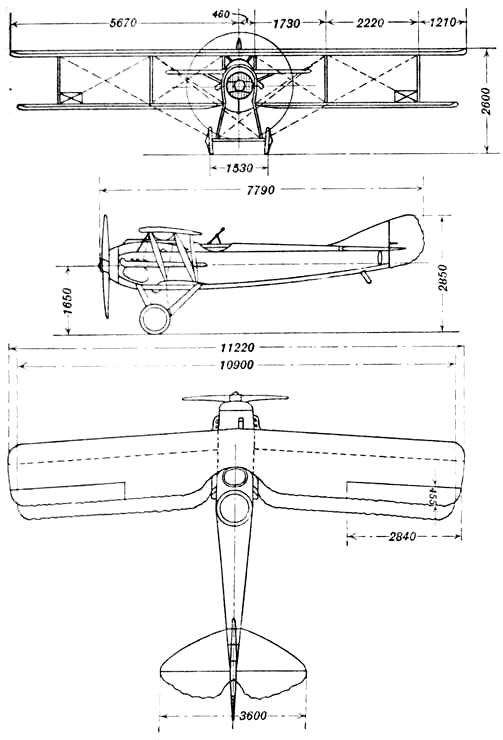
Třípohledový nákres

- Osádka: 2 (pilot + pozorovatel/střelec)
- Rozpětí: 11,23 m
- Délka: 7,75 m
- Výška: 2,59 m
- Nosná plocha 30 m²
- Hmotnost prázdného letounu: 673 kg
- Vzletová hmotnost : 1048 kg
- Pohonná jednotka: 1 × osmiválcový motor do V Hispano-Suiza 8BE
- Výkon pohonné jednotky: 163 kW

### Výkony
- Maximální rychlost: 176 km/h ve výšce 2000 m
- Čas výstupu do 2000 m: 6,9 min
- Dostup: 7000 m
- Dolet: 350 km
- Vytrvalost: 2 hod a 25 min

### Výzbroj
- 1 × synchronizovaný kulomet Vickers ráže 7,7 mm
- 1 × pohyblivý kulomet Lewis[1]
- až 70 kg bomb